# Fortingall
Fortingall (Gälisch: Fartairchill) ist ein kleines Dorf in der schottischen Council Area Perth and Kinross am östlichen Ende von Glen Lyon, etwa 10 Kilometer westlich von Aberfeldy. Der gälische Name bedeutet in etwa Kirche am Steilhang  oder Kirche am Fuße einer Böschung. Fortingall ist zugleich Civil Parish für Glen Lyon, den westlichen Teil von Rannoch Moor sowie das Gebiet um Kinloch Rannoch und Loch Tummel.

## Geschichte
Die Gegend um Fortingall ist mindestens seit der Eisenzeit besiedelt. Darauf deuten diverse alte Standing Stones sowie die östlich des Orts zu sehenden Steinkreise von Fortingall. Der keltische Sagenheld Fionn mac Cumhaill soll im 3. Jahrhundert n. Chr. entlang des River Lyon Duns errichtet haben. Aus piktischer Zeit stammen die Kreuzsteine von Fortingall, die an der Kirche und auf dem Friedhof von Fortingall stehen. Sie belegen eine frühe Christianisierung. Fortingall und das Glen Lyon wurden der Legende nach bereits vor dem Jahr 700 durch den Heiligen Adomnan von Iona christianisiert, an den die Kirche bei Innerwick erinnert. Die Kirche in Fortingall ist dem Heiligen Cedd geweiht, einem angelsächsischen Bischof und Zeitgenossen des Hl. Adomnan. Luftbilder haben anhand von Bewuchsmerkmalen Spuren größerer baulicher Anlagen aufgezeigt, die um die Kirche von Fortingall im Boden erkennbar sind, vermutet wird hier eine klosterähnliche Anlage aus dieser Zeit. Eine in der Kirche aufbewahrte, aus dem 7. Jahrhundert stammende Handglocke, wurde 2017 gestohlen.
An der Kirche wächst auf dem Kirchhof die Fortingall Yew, diese Eibe ist mit wahrscheinlich 3000 Jahren wohl der älteste Baum Europas. Sie wurde der Legende nach bereits von Kelten und Pikten als heiliger Baum verehrt.

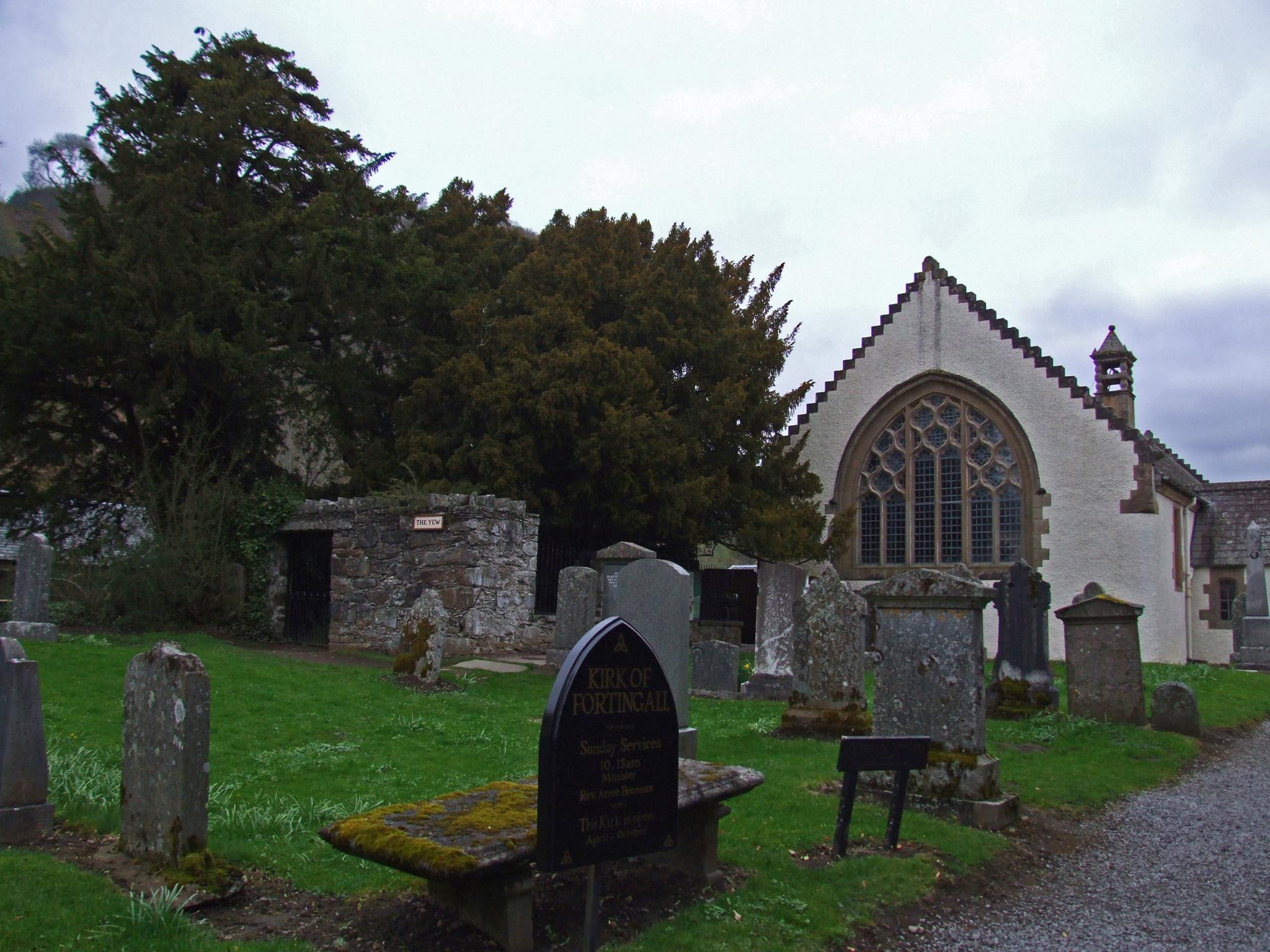
Die Kirche von Fortingall und der Kirchhof, links die Fortingall Yew

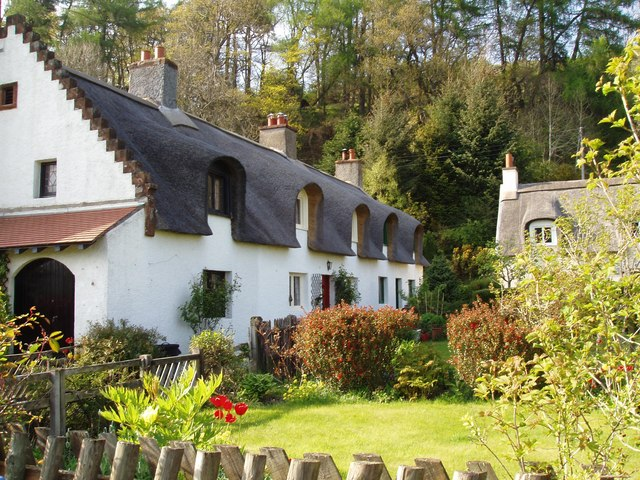
Für Fortingall typische reetgedeckte Cottages

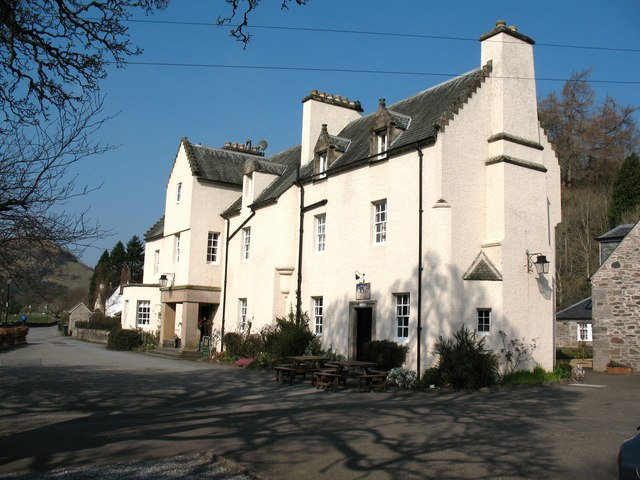
Das Fortingall Hotel

Ursprünglich gehörte Fortingall wie auch Glen Lyon zum Gebiet des Clans MacGregor. Ende des 15. Jahrhunderts hatten Angehörige des Clans Campbell die vorherrschende Position übernommen, jedoch nicht unumstritten. Dies führte im 16. Jahrhundert zu wiederholten Fehden zwischen den Clans, an denen sich auch die Nachkommen des Wolf of Badenoch beteiligten, die im östlich von Fortingall liegenden Garth Castle eine eigene Machtbasis besaßen. James MacGregor, der Vikar von Fortingall zu Beginn des 16. Jahrhunderts, dokumentierte diese Auseinandersetzungen in einer Chronik von Fortingall als Teil seines Werks Leabhar Deathan Lios Mòir.
Seit Jahrhunderten dient Fortingall als Parish für die Umgebung. Die früheren Parishes von Glen Lyon und Kinloch Rannoch wurden 1585 zu einer neuen Parish mit Sitz in Fortingall zusammengelegt. Ab 1845 wurde Kinloch Rannoch wieder eigenständige Kirchengemeinde der Church of Scotland, ebenso bis 1990 auch Glen Lyon, sie blieben jedoch eine gemeinsame Civil Parish. Seit der Disruption von 1843 und der nachfolgenden Abspaltung der Free Church of Scotland gab es für gut hundert Jahre zwei Kirchen in Fortingall. Noch vor gut 100 Jahren war die Sprache der Gemeinde zu dreiviertel Gälisch, im 20. Jahrhundert setzte sich jedoch Englisch durch.
Ende des 19. Jahrhunderts erwarb der Reeder und Politiker Donald Currie Glenlyon Estate, zu der auch Fortingall gehörte. Nachdem er bereits 1880 die benachbarte Garth Estate erworben hatte, übernahm er 1885 auch Glenlyon Estate und nahm in Glenlyon House, dem aus dem Jahr 1694 stammenden Herrenhaus am westlichen Ortsrand von Fortingall seinen Wohnsitz. 1903 folgte Chesthill Estate, das ebenfalls Teile des Glen Lyon umfasste. Nach dem Kauf von Glenlyon beauftragte er den Architekten James MacLaren, das Herrenhaus und das Dorf umfassend zu erneuern. Dabei blieb von den bisherigen Gebäuden nur wenig erhalten. Statt des bis dahin in Schottland dominierenden Scottish-Baronial-Stils setzte MacLaren als Vertreter des Arts and Crafts Movement auf Elemente mittelalterlicher und traditioneller Bauformen in Anlehnung an Vorbilder aus Schottland wie auch aus England, vornehmlich aus Devon. MacLaren starb 1890 mit gerade 37 Jahren, bis dahin hatte er lediglich eine Reihe neuer reetgedeckter Cottages bauen können. Seine Arbeit wurde von seinen Partnern William Dunn und Robert Watson übernommen und nach seinen Plänen fortgeführt. Ihre Firma Dunn & Watson erbaute in den Folgejahren das gesamte Dorf neu, ebenso wurde Glenlyon House umfassend umgebaut. Der alte Dorfgasthof wurde zu einem Hotel umgebaut, wobei kaum etwas von der alten Bausubstanz erhalten blieb. Der Neubau nahm Elemente typischer schottischer Tower Houses auf, wie etwa den Harlputz und die treppenförmigen Giebel, jedoch in moderner, später auch von Charles Rennie Mackintosh aufgegriffener Ausdrucksweise. Eines der letzten Bauwerke war der 1900 bis 1902 ausgeführte Neubau der Kirche. 1936 entstand in angepasstem Baustil eine Village Hall.
Bekannt ist Fortingall neben der Eibe auf dem Kirchhof in Schottland auch für die Legende, es sei der Geburtsort von Pontius Pilatus gewesen. Demnach sei sein Vater von Kaiser Augustus als Botschafter zu den Kaledoniern geschickt worden. Er sei nach seiner Rückkehr aus Judäa aus Rom verbannt worden, und ins Exil zurück nach Schottland, wo er dann auch gestorben sei.

## Verkehr und Infrastruktur
Fortingall besitzt außer dem Fortingall Hotel und ein paar  Bed and Breakfasts sowie der für Veranstaltungen genutzten Village Hall keine nennenswerte Infrastruktur. Diverse Cottages werden auch als Ferienhäuser genutzt. Die frühere Schule ist in ein Ferienhaus umgewandelt, die nächste Primary School liegt in Kenmore. Einkaufsmöglichkeiten bestehen in Aberfeldy. An das Straßennetz ist Fortingall durch Nebenstraßen angebunden, die in Fearnan am Loch Tay oder in Aberfeldy mit der A827 die nächste Hauptstraße erreichen. Im Öffentlichen Nahverkehr ist Fortingall durch eine Buslinie mit Kenmore und Aberfeldy verbunden.